# Раковинный клещ
Раковинный клещ (лат. Argas reflexus) — вид клещей семейства аргасовых клещей, распространённый в Европе, Северной Америке, Африке и Малой Азии.
Предпочитает в качестве хозяина голубей, реже других птиц. При сильном голоде она присасывается также к человеку, и тогда умирает в течение меньшего количества дней.
Взрослые напившиеся самки длиной до 10 мм, самцы только примерно 4 мм. Как личинки, так и взрослые животные всегда длиннее, нежели шире. Животные держатся в течение дня в пещерах, дырах или щелях вблизи гнёзд хозяина. Каждой фазе личинок для дальнейшего развития необходимо один раз за несколько дней выпить кровь. Взрослые самки пьют кровь неоднократно за 20—40 минут, откладывая после этого соответственно от 12 до 70 яиц. До сих пор у человека были подтверждены только аллергические реакции, вплоть до анафилактического шока. Раковинный клещ находится под подозрением как переносчик возбудителя ку-лихорадки Coxiella burnetii.
Описываются случаи обитания Argas reflexus не только в жилье человека, но и в самых разных общественных местах (церковь, театры, производственные помещения и др.). Они обнаруживаются в штукатурке стен и потолке жилых комнат, а также в щелях дверных и оконных косяков и рам. Клещи нападают в основном ночью.